# ژاک الونگ‌الونگ
ژاکوس اورلین الونگ الونگ (به فرانسوی: Jacques Aurelieg Elong Elong‎؛ ۲۰ فوریهٔ ۱۹۸۵ – ۳۱ مارس ۲۰۲۵) یک بازیکن فوتبال اهل کامرون بود که در پست هافبک دفاعی بازی می‌کرد.
وی سابقهٔ بازی در پرسپولیس تهران، سپاهان اصفهان و استقلال تهران را در کارنامهٔ خود داشت.